# Mettur
Mettur là một thành phố và khu đô thị của quận Salem thuộc bang Tamil Nadu, Ấn Độ.

## Địa lý
Mettur có vị trí 8°52′B 77°22′Đ / 8,87°B 77,37°Đ Nó có độ cao trung bình là 153 mét (501 feet).

## Nhân khẩu
Theo điều tra dân số năm 2001 của Ấn Độ, Mettur có dân số 53.790 người. Phái nam chiếm 51% tổng số dân và phái nữ chiếm 49%. Mettur có tỷ lệ 73% biết đọc biết viết, cao hơn tỷ lệ trung bình toàn quốc là 59,5%: tỷ lệ cho phái nam là 80%, và tỷ lệ cho phái nữ là 66%. Tại Mettur, 10% dân số nhỏ hơn 6 tuổi.